# Sciaphila polygyna
Sciaphila polygyna är en enhjärtbladig växtart som beskrevs av Paulus Johannes Maria Maas. Sciaphila polygyna ingår i släktet Sciaphila och familjen Triuridaceae. Inga underarter finns listade.